# 1949 a jogalkotásban
1949-ben az alábbi jogszabályokat alkották meg:

## Magyarország

### Törvények (28)
- 1949. évi I. törvény 	 a szovjet katonai emlékművek és hősi temetők céljára szolgáló ingatlanoknak községi (városi) tulajdonba vételéről
- 1949. évi II. törvény 	 a közigazgatási bíróság megszüntetéséről
- 1949. évi IV. törvény 	 az iparostanulókról és a kereskedőtanulókról
- 1949. évi V. törvény 	 az 1949. évi állami költségvetésről
- 1949. évi VI. törvény 	 az egyenes adók tekintetében a kettős adóztatás elhárítása tárgyában Budapesten, 1942. évi október hó 5. napján kelt magyar-svájci egyezmény kötelező erejének elismeréséről Bernben, 1948. évi február hó 2. napján kelt Jegyzőkönyv becikkelyezéséről
- 1949. évi VII. törvény 	 a hitbizományok megszüntetéséről
- 1949. évi VIII. törvény 	 államügyészségi elnöki és alelnöki állások szervezéséről
- 1949. évi IX. törvény 	 az országgyűlési választásokra vonatkozó törvényes rendelkezések módosításáról [1]
- 1949. évi X. törvény 	 a községi vállalatról
- 1949. évi XI. törvény 	 a népnek a büntető igazságszolgáltatásban való részvételéről és a fellebbvitel egyszerűsítéséről
- 1949. évi XII. törvény 	 a Szófiában, 1948. évi július hó 16. napján aláírt magyar-bolgár barátsági, együttműködési és kölcsönös segélynyujtási szerződés becikkelyezése tárgyában
- 1949. évi XIII. törvény 	 a Dunán való hajózás rendjének szabályozása tárgyában Belgrádban 1948. évi augusztus hó 18. napján kelt nemzetközi Egyezmény becikkelyezéséről
- 1949. évi XIV. törvény 	 a Magyar Köztársaság és a Román Népköztársaság között az állampolgárság egyes kérdéseinek szabályozása tárgyában Bukarestben, az 1949. évi február hó 10. napján kelt egyezmény becikkelyezéséről
- 1949. évi XV. törvény 	 új minisztériumok szervezéséről és a Magyar Köztársaság kormányának átalakításáról
- 1949. évi XVI. törvény Népgazdasági Tanács létesítéséről
- 1949. évi XVII. törvény 	 a Magyar Köztársaság kormánya részére rendeletek kibocsátására adott felhatalmazás újabb meghosszabbításáról
- 1949. évi XVIII. törvény 	 a Budapesten 1949. évi április hó 16. napján aláírt magyar-csehszlovák barátsági, együttműködési és kölcsönös segélynyujtási szerződés becikkelyezéséről
- 1949. évi XIX. törvény 	 a Gazdasági és Műszaki Akadémia létesítéséről [2]
- 1949. évi XX. törvény A Magyar Népköztársaság Alkotmánya
- 1949. évi XXI. törvény 	 a Magyar Népköztársaság Alkotmányának hatálybalépésével kapcsolatos egyes átmeneti rendelkezésekről
- 1949. évi XXII. törvény 	 a budapesti Műszaki Egyetem szervezetének módosításáról
- 1949. évi XXIII. törvény 	 a Nehézipari Műszaki Egyetem létesítéséről
- 1949. évi XXIV. törvény 	 a földreform és a telepítés befejezésével összefüggő egyes kérdések rendezéséről
- 1949. évi XXV. törvény 	 a Magyar Népköztársaság első ötéves népgazdasági tervéről, az 1950. január 1-jétől az 1954. december 31-ig terjedő időszakra
- 1949. évi XXVI. törvény Budapest főváros területének új megállapításáról
- 1949. évi XXVII. törvény 	 a Magyar Tudományos Akadémiáról
- 1949. évi XXVIII. törvény 	 az 1950. évi állami költségvetésről

### Törvényerejű rendeletek (21)
- 1949. évi 1. tvr. az 1948. évi XXXII. törvénycikk és az annak mellékletét képező Magyar Nemzeti Bank alapszabályai egyes rendelkezéseinek hatályon kívül helyezéséről (aug. 30.)
- 1949. évi 2. tvr. az alapítványokra vonatkozó kérdések szabályozásáról (aug. 30.)
- 1949. évi 3. tvr. a mező- és erdőgazdasági ingatlanok részleges tagosításáról (aug. 30.)
- 1949. évi 4. tvr. az egyes ipari vállalatok állami tulajdonba vételéről szóló 1948. évi XXV. törvénycikk módosításáról és kiegészítéséről (szept. 6.)
- 1949. évi 5. tvr. a vallásoktatás tárgyában (szept. 6.)
- 1949. évi 6. tvr. az államadóssági kötvények kellékeinek megállapításáról (szept. 29.)
- 1949. évi 7. tvr. az Országos Közellátási Hivatal megszüntetéséről és a belkereskedelmi miniszter ügykörének újabb megállapításáról (okt. 12.)
- 1949. évi 8. tvr. a szabadalmi, védjegy- és mintaoltalmi jogszabályok egyes ren-delkezéseinek módosításáról (okt. 12.)
- 1949. évi 9. tvr. az igazságügyi szervezet átalakítása tárgyában (okt. 26.)
- 1949. évi 10. tvr. a szövetkezetek felügyeletéről (okt. 26.)
- 1949. évi 11. tvr. a gazdasági irodákról (okt. 26.)
- 1949. évi 12. tvr. „Magyar Népköztársasági Érdemrend és Érdemérem” alapításáról (okt. 26.)
- 1949. évi 13. tvr. a múzeumokról és műemlékekről (nov. 16.)
- 1949. évi 14. tvr. a bűntettesek kiadása és a bűnügyi jogsegély tárgyában a Román Népköztársasággal Budapesten, az 1948. évi augusztus hó 28. napján kötött egyezmény kihirdetéséről (nov. 23.)
- 1949. évi 15. tvr. a budapesti Műszaki Egyetem átszervezése tárgyában (dec. 1.)
- 1949. évi 16. tvr. a Román Népköztársasággal az egyenesadók, valamint az öröklési illetékek tekintetében a kettős adóztatás elhárítása tárgyában Budapesten az 1948. évi augusztus hó 28. napján kelt egyezmény kihirdetéséről (dec. 4.)
- 1949. évi 17. tvr. a központi állami ellenőrzésről (dec. 3.)
- 1949. évi 18. tvr. a házasságkötést megelőző kihirdetési eljárás megszüntetése tárgyában (dec. 1.)
- 1949. évi 19. tvr. a kihágásokra vonatkozó bírói hatáskör újabb szabályozása tárgyában (dec. 4.)
- 1949. évi 20. tvr. egyes ipari és közlekedési vállalatok állami tulajdonba vételéről (dec. 28.)
- 1949. évi 21. tvr. az állami telepről (dec. 28.)

### Kormányrendeletek
- 220/1949. (I. 8.) Korm. rendelet a Találmányok Értékesítését Engedélyező Bizottság létesítése tárgyában
- 470/1949. (I. 15.) Korm. rendelet a földmívesszövetkezetek gazdasági tevékenységéről [3]
- 870/1949. (I. 29.) Korm. rendelet az ügyleti biztosítékadás szabályozásáról
- 740/1949. (I. 22.) Korm. rendelet az Országos Munkaegészségügyi Intézet felállításáról
- 980/1949. (I. 29.) Korm. rendelet a nem ipari vállalatok kezelése és közvetlen irányítása céljából központok létesítése tárgyában
- 1.360/1949. (II. 12.) Korm. rendelet a 4.800/1926. ME rendelet állományátruházást szabályozó rendelkezéseinek az állami érdekeltségű biztosítókra való alkalmazásáról
- 2.380/1949. (III. 12.) Korm. rendelet a fekáliatárolók kiürítésének és tőzeggel való kezelésének, valamint a fekáltrágyák gyűjtésének és forgalombahozatalának szabályozásáról
- 2.550/1949. (III. 19.) Korm. rendelet a termelőszövetkezeti csoportok egyes vagyoni kérdéseiről
- 2.660/1949. (III. 25.) Korm. rendelet a vagyonelkobzásnak hatósági zár alá vétellel való biztosítása tárgyában
- 2.820/1949. (III. 26.) Korm. rendelet  az Országos Közegészségügyi Intézet újjászervezéséről
- 3.360/1949. (IV. 8.) Korm. rendelet a felvonók üzembentartásáról és műszaki ellenőrzéséről
- 4.049/1949. (V. 22.) Korm. rendelet a Magyar Országos Szövetkezeti Központ, az Országos Szövetkezeti Tanács és a szövetkezeti felügyelői állások megszűnéséről
- 4.050/1949. (V. 22.) Korm. rendelet a Szövetkezetek Országos Szövetségének alakulásáról
- 4.096/1949. (VI. 18.) Korm. rendelet a temetkezési tennivalóknak egyes városokban és községekben állami vállalat útján való ellátása tárgyában
- 4.154/1949. (VII. 19.) Korm. rendelet a vizsgázott fogászok és a fogművesmesterek működésének szabályozásáról
- 4.182/1949. (VIII. 6.) Korm. rendelet az Élelmezéstudományi Intézet létesítéséről
- 4.211/1949. (VIII. 23.) Korm. rendelet a hajók elidegenítésének és bérbeadásának engedélyhez kötése tárgyában
- 4.215/1949. (IX. 3.) Korm. rendelet a tehergépjárművek közúti forgalmának szabályozása tárgyában
- 4.219/1949. (IX. 6.) MT rendelet a vizsgázott fogászmesterek és a fogművesmesterek működésének szabályozásáról szóló 4154/ 1949. (VII. 19.) Korm. számú rendelet módosítása tárgyában
- 4.224/1949. (IX. 6.) MT rendelet a természetben járó magánjogi tartozások teljesítésének szabályozásáról
- 4.228/1949. (IX. 7.) MT rendelet a Magyar Népköztársaság címerének használata tárgyában
- 4.236/1949. (IX. 16.) MT rendelet a földművesszövetkezetekről szóló 8.000/1948. (VIII. 13.) Korm. rendelet kiegészítése tárgyában
- 4.245/1949. (IX. 20.) MT rendelet  az alapítványokra vonatkozó kérdések szabályozásáról szóló 1949. évi 2. törvényerejű rendelet végrehajtása tárgyában
- 4.325/1949. (XI. 20.) MT rendelet a volt kereskedelem- és szövetkezetügyi miniszter szövetkezeti hatáskörének átszállásáról
- 4.343/1949. (XII. 14.) MT rendelet a megyék nevének, székhelyének és területének megállapításáról
- 4.358/1949. (XII. 30.) MT rendelet a Szovjetunió részére átadott magyarországi német vagyonnal kapcsolatos egyes igények érvényesítésének ideiglenes korlátozására megszabott határidő újabb meghosszabbítása tárgyában
- 4.360/1949. (XII. 30.) MT rendelet a bírói úton érvényesíthető kamat legmagasabb mértékének megállapításáról

### Miniszteri rendeletek
- 5.620/159/1949. (238) 0T rendelet a tűzrendészettel kapcsolatos beruházási kérelmek elbírálásának szabályozása tárgyában
- 100.000/1949. (XII. 16.) IM rendelet a holtnak nyilvánításra vonatkozó hirdetmények és végzések közléséről
- A Gazdasági Főtanács 10.484/1949. G. F. rendelete a gumiipari vállalati számadások szakmai keretének megállapítása és kötelező alkalmazása tárgyában. [4]